# Tangeri-Tetouan-Al Hoceima
Tangeri-Tétouan-Al Hoceima (in arabo: طنجة - تطوان - الحسيمة, in berbero: ⵜⴰⵏⵊⴰ-ⵜⵉⵟⵟⴰⵡⵉⵏ-ⵍⵃⵓⵙⵉⵎⴰ) è una delle 12 regioni del Marocco in vigore dal 2015.
La regione comprende le prefetture e province di:
- provincia di Fahs Anjra
- prefettura di M'diq-Fnideq
- prefettura di Tangeri-Assila
- provincia di Tétouan
- provincia di Al-Hoseyma
- provincia di Chefchaouen
- provincia di Larache
- provincia di Ouezzane

All'interno della regione si trova l'enclave spagnola di Ceuta.